# Oliver Kuster
Oliver «Oli» Kuster (* 14. Dezember 1968 in Bern) ist ein Schweizer Jazzpianist und Komponist. Er unterrichtet an der Swiss Jazz School.

## Leben und Werk
Kuster ist seit 2017 wieder Mitglied von Züri West, nachdem er bereits von 2001 bis 2004 Mitglied der Band war. Daneben realisiert der in Bern lebende Musiker diverse Projekte im Spannungsfeld zwischen Jazz und Elektro. 2022 legte er sein erstes Album, «Répétiteur», mit Modular Synthesizer vor. 2014 legte er mit «Parts and Pieces» zudem seine ersten Klassik-Kompositionen vor.
Bis zum Ausbruch der Corona-Pandemie tourte Kuster 2020 mit der internationalen Formation «Moonmot». 2022 legte er mit der Pop-Band AEIOU zusammen mit der Liechtensteiner Sängerin Karin Ospelt und Drummer Kevin Chesham das dritte Album, «Dancing with a rainy face», vor (nach «Loving Cup», 2019 und «AEIOU», 2013). Bei AEIOU kommt Kusters Arbeit mit Synthesizern zum Tragen, wie auch im Projekt «Die Astronauten», bei dem er zusammen mit dem Schriftsteller Patric Marino 2015 eine Art Electro Poetry geschaffen hat.
Kuster hat sich auch mit binauralem Sound beschäftigt. Sein Projekt OKRA mit Robert Aeberhard bietet ein räumliches Klangerlebnis.
Kuster lernte ab dem siebten Lebensjahr Klavierspielen; nach einer Lehre als Elektroniker besuchte er die Jazzschule Bern sowie die Jazz- und Rockschule Freiburg. Er studierte an der New School in New York bei George Cables, Geri Allen, Michele Rosewoman und Fred Hersch und absolvierte 1995 die Jazzschule Luzern, wo er als Lehrer tätig war.
Zunächst spielte er mit Jürg Bucher dessen Album The Music of Herbie Nicols ein. 2004 gründete er zusammen mit Marcel Blatti das Elektro-Pop-Duo «Pola». Mit seiner Combo «Menschmaschine» lieferte Kuster 2011 Jazz-Interpretationen von «Kraftwerk»-Songs. Daneben komponierte er für den Film und für seine «Oli Kuster Kombo», mit der er zwei Alben vorlegte. Er ist auch auf dem Album X99 mit dem Trio von Gilbert Paeffgen zu hören.

## Diskografische Hinweise
- Oli Kuster: Répétiteur, CD und digital (13 Songs), 2022.
- AEIOU: Dancing with a Rainy Face, CD und digital (11 Songs), 2022.
- MoonMot: Going down the well, CD und digital (8 Songs), 2020.
- AEIOU: Loving Cup, CD und digital (11 Songs), 2019.
- Oli Kuster Kombo: Magniflex, Vinyl und digital (16 Songs) mit Coverartwork von Jim Avignon
- OKRA: Okra, Vinyl und digital binaural Mix, 2016.
- Die Astronauten: Die Astronauten, CD (15 Songs), 2015.
- AEIOU: AEIOU, CD (11 Songs), 2013.
- Menschmaschine: Hand Werk, CD (13 Songs), 2011.
- Oli Kuster Kombo: Flokati, CD (15 Songs), 2009.
- Lumi: All These Things, CD (15 Songs), 2009.
- Pola: Oh, My God What Have I Done!